# Really
Really – brytyjski kanał telewizyjny, dostępny również w Irlandii, należący do sieci UKTV, w której 50% udziałów ma BBC Worldwide. Został uruchomiony 19 maja 2009 roku. 

## Profil programowy
W przeciwieństwie do większości kanałów UKTV, których ramówka tworzona jest poprzez kryterium tematyczne, grupa docelowa Really jest definiowana raczej demograficznie. Stacja emituje szerokie spektrum programów rozrywkowych i poradników, których wspólny mianownik stanowi to, iż są adresowane głównie do kobiet. Jak w całej sieci UKTV, główne źródło treści dla stacji stanowią archiwa BBC. Uzupełniająco stacja kupuje też programy od innych nadawców krajowych i zagranicznych. 

## Dostępność
Really jest dostępne w Wielkiej Brytanii i Irlandii w sieciach kablowych oraz na platformach satelitarnych. Dodatkowo w Zjednoczonym Królestwie istnieje możliwość jej bezpłatnego odbioru w cyfrowym przekazie naziemnym.